# Vukova Gorica
 Vukova Gorica  falu Horvátországban Károlyváros megyében. Közigazgatásilag Netretićhez tartozik.

## Fekvése
Károlyvárostól 17 km-re, községközpontjától  9 km-re délnyugatra, a Kulpa jobb partján, a szlovén határ mellett fekszik.

## Története
A falunak 1857-ben 519, 1910-ben 329 lakosa volt. A  trianoni békeszerződésig Zágráb vármegye Károlyvárosi járásához tartozott. A településnek  2011-ben 52 lakosa volt.

## Nevezetességei
Szent György tiszteletére szentelt temploma egyhajós épület, négyszögletes alaprajzú hajóval, belül sokszög záródású szentéllyel, a szentélytől délre álló sekrestyével és a főhomlokzat előtti harangtoronnyal. A Kulpa folyó feletti dombon helyezkedik el. Valószínűleg középkori kápolnaként épült hagyományos tengerparti vidéki templomként, előcsarnokkal és harangdúccal. 1771-ben barokk stílusban építették át, a 19. században pedig az előcsarnok helyére sekrestyét és harangtornyot építettek. A külső fal egyszerű kialakítású, amelyből kiemelkednek a beépített római sírkövek.

## Lakosság
| Lakosság változása | Lakosság változása | Lakosság változása | Lakosság változása | Lakosság változása | Lakosság változása | Lakosság változása | Lakosság változása | Lakosság változása | Lakosság változása | Lakosság változása | Lakosság változása | Lakosság változása | Lakosság változása | Lakosság változása | Lakosság változása |
| ------------------ | ------------------ | ------------------ | ------------------ | ------------------ | ------------------ | ------------------ | ------------------ | ------------------ | ------------------ | ------------------ | ------------------ | ------------------ | ------------------ | ------------------ | ------------------ |
| 1857               | 1869               | 1880               | 1890               | 1900               | 1910               | 1921               | 1931               | 1948               | 1953               | 1961               | 1971               | 1981               | 1991               | 2001               | 2011               |
| 519                | 451                | 456                | 419                | 362                | 329                | 331                | 347                | 271                | 273                | 224                | 177                | 110                | 115                | 62                 | 52                 |